# Bovenstoom

Typische thermodynamische werking van een triple-expansie stoommachine (rood = zeer heet, geel = minder heet, blauw = eindtemperatuur)

Bovenstoom geven is een term die in de stoomsleepvaartwereld gebruikt werd om het creëren van extra kracht aan te geven.
Sleepboten uitgerust met een triple expansie compound-stoommachine konden tijdelijk meer kracht leveren door aan de derde cilinder (de lagedrukcilinder) direct stoom toe te voeren.
De door een cilinder te leveren kracht is uit te rekenen: de stoomdruk is F/A (kracht gedeeld door oppervlak). Bij een cilinderoppervlak van A is dus de uitvoerende kracht gelijk aan F. Is de druk de helft kleiner, maar het cilinderoppervlak tweemaal zo groot dan is opnieuw de uitvoerende kracht gelijk aan F.
Van een compound-stoommachine met drie cilinders heeft de eerste cilinder, de hogedrukcilinder, de kleinste diameter die werkt onder de hoogste druk. Na expansie in de hogedrukcilinder is de stoomdruk afgenomen. De stoom onder lagere druk wordt doorgevoerd naar de middendrukcilinder, die een grotere diameter heeft, en voert dan daar zijn werkgang uit. Van de middendrukcilinder naar de lagedrukcilinder, met weer een grotere diameter, werkt op dezelfde wijze.
Communicatie tussen de brug en de machinekamer geschiedde met een zogenaamde spreekbuis. Bij heikele situaties, bijvoorbeeld waar een aanvaring nauwelijks te vermijden was, vroeg de kapitein via de spreekbuis voor meer trekkracht, meer pk's, door middel van bovenstoom op de derde cilinder. De machinist voegde dan hogedruk toe aan de lagedrukcilinder voor extra vermogen (pk's). Deze ongelijke belasting van de stoommachine mocht niet te lang duren om lekkage en ernstige slijtage te vermijden. De met dure kolen opgewekte stoomdruk werd zo maar deels benut.
De mogelijkheid om bovenstoom op de derde cilinder te geven was oorspronkelijk bedoeld om te kunnen starten als de andere zuigers op het bovenste- of onderste dode punt stonden.
De uitdrukking bovenstoom op de derde cilinder werd ook wel overdrachtelijk gebruikt als aanduiding voor het leveren van extra inspanning.